# アドバンスト・プレイスメント

AP : Advanced Placement

アドバンスト・プレイスメント (AP: Advanced Placement)  、APプログラム (AP Program) とは、アメリカ合衆国の高校生に大学の初級レベルのカリキュラムと試験を提供する、いわゆる高大接続の北米版に当たる早期履修プログラムであり、非営利団体 カレッジボード (College Board) により1955年から運営されている。
ここで注意しなければならない点は、米国内において 「Advanced Placement」 という名称は、「SAT」 と同じく、カレッジボードにより商標登録されている教育サービスに付けられた固有の商標であって、決して、このような早期履修制度全般を表す言葉ではない、ということである。
因みに 高校生が大学レベルのコースを先取り学習する早期履修制度については、北米では一般的に、「Dual enrollment (DE)」 もしくは 「Concurrent enrollment」 と呼ばれている。
本項では、あくまでも、カレッジボードが提供している教育サービスである「アドバンスト・プレイスメント」 について記述している。

## 歴史
APプログラムは 第二次世界大戦後に教育を研究する委員会を支援する為フォード財団によって創設された。当初このプログラムは「ケニオン・プラン」と呼ばれて、オハイオ州ガンビアにあるケニオン・カレッジで、当時の学長ゴードン・チャルマーズによって立ち上げられ、その先駆けとなっていた。最初の研究は、4つのプレスクール（ローレンスヴィル・スクール、フィリップス・アカデミー、フィリップス・エクセター・アカデミー、セント・ポールズ・スクール）と3つの大学（ハーバード大学、プリンストン大学、イェール大学）によって行われ、1952年、「学校と大学における一般教育」という報告書が発表された。 この報告書では、高校3年生が大学レベルの内容を学習し達成度試験を受けることで、大学の単位を取得できるようにすることを推奨している。第二の委員会である上級資格認定委員会がカリキュラムを選抜する計画を立案し実行に移した。1952年に試験的なプログラムが実施され、1955-56年度には全国的に10科目で実施された： 数学、物理学、化学、生物学、英語、歴史、フランス語、ドイツ語、スペイン語、ラテン語。1955 年以来、ニューヨーク市に本部を置く非営利団体カレッジ・ボードがAP プログラムを運営している。1965年から1989年まで、ハーラン・ハンソンがプログラムのディレクターを務めガイドラインの作成と維持している。活動は、AP試験の受験料によって賄われている。2006年には100万人以上の生徒が200万回以上の試験を受験した。米国では多くの高校がAPコースを開講しているが、カレッジ・ボード（CB） はそれぞれのコースへの参加に関係なく、どの生徒でも試験を受けることを認めている。そのためホームスクーリングをしている生徒やAPコースを開講していない学校の生徒にも、AP試験を受験する機会は平等に与えられている。2023年の試験シーズン現在の受験料は1回97ドルで地方や州の制度によって受験料が補助される。資格のある学生には学資援助がありカレッジ・ボードから1回につき35ドル、さらに学校から試験料減免1回につき9ドルの補助がある。州によってはさらに減額される場合もある。97ドルのうち、8ドルは試験実施費用として直接学校に支払われ生徒の負担を減らすために減額する学校もある。
2008年4月3日、フランス文学、ラテン文学、コンピュータサイエンスAB、イタリア言語文化の4つのAPコースを、資金不足のため2008-2009年度をもって廃止すると発表した。しかし、2011年度からイタリア語・イタリア文化のテストは再び実施されるようになった。
2013年7月より、初めて学生に対しスコアのオンライン閲覧・送信を許可した。
毎年実施されるAP試験の数は過去10年間で着実に増加し、2003年には175,860の英語と作文の試験が実施された。2013年には476,277回と171％も増加している。2022年、最も受験者数の多かったAP試験は「英語と作文」で520,771人、最も受験者数の少なかったAP試験は「イタリア語と文化」で2,194人であった。
2022-2023年度、カレッジボードは試験的にAPアフリカ系アメリカ人研究コースを開設した。このコースは現在、バージニア工科大学からタスキーギー大学まで、約75の大学で単位認定されている。
試験は5月の第1月曜日に始まり、10日間（2週間）行われる。

## 概要
APプログラムは、学習への高い意欲を示す高校生を対象とした高度な教育プログラムとして国際バカロレア（International Baccalaureate、略称: IB）と共に世界的に認知されている。
APプログラムを採用する高校は年々増え、2017年度は約2万2千校、274万人の高校生が履修している。38のコースの中には「AP Japanese Language and Culture」という日本語と日本の文化 についてのコースもあるが、2017年度では最も少ない受講生徒数となっている。
APプログラムの受講者にとってのメリットとして、
- アドミッション（大学入学判定）に有利になること
- 大学入学後のプレイスメント（コース選択）で高いレベルからスタートできること
- 大学のクレジット（単位）として認定され、卒業単位に組み込めること

などが挙げられる。ただし、その評価や認定基準は、それぞれの大学によってバラツキがある。

## コース
APプログラムでは、英語教科として 読解・作文、 数学教科の 微積分 や 統計学、 歴史教科では 世界史 や 米国史 など、 全部で38のコースが用意されている。
| - AP Art History - AP Biology - AP Calculus AB - AP Calculus BC - AP Chemistry - AP Chinese Language and Culture - AP Computer Science A - AP Computer Science Principles - AP English Language and Composition - AP English Literature and Composition - AP Environmental Science - AP European History - AP French Language and Culture - AP German Language and Culture | - AP Government and Politics: Comparative - AP Government and Politics: United States - AP Human Geography - AP Italian Language and Culture - AP Japanese Language and Culture - AP Latin - AP Macroeconomics - AP Microeconomics - AP Music Theory - AP Physics 1 - AP Physics 2 - AP Physics C: Electricity and Magnetism - AP Physics C: Mechanics | - AP Psychology - AP Research (APキャップストーン 第2段階コース) - AP Seminar (APキャップストーン 第1段階コース) - AP Statistics - AP Spanish Language and Culture - AP Spanish Literature and Culture - AP Studio Art: 2-D Design - AP Studio Art: 3-D Design - AP Studio Art: Drawing - AP United States History - AP World History |

## スコア
AP（アドバンスト・プレイスメント)コース履修者は 5月初旬に APテストを受け、 評価:5 から 評価:1 までの 5段階（評価:5が最高）で評価される。
- 5 = extremely well qualified
- 4 = well qualified
- 3 = qualified
- 2 = possibly qualified
- 1 = no recommendation

APテストの結果が 評価:3 以上の場合、単位として認定される可能性があるが、学力評価を重視する大学では 評価:4 以上を要求する場合が多く、中には 評価:5 以外の成績は単位として認めない大学もある。

## APキャップストーン
カレッジボード は、2014年秋から APキャップストーン (AP Capstone)  と呼ばれる新たなディプロマ・プログラムを開始した。 この APキャップストーン のディプロマを取得するためには、APセミナー と APリサーチ の 2つのコースが必修となっているが、それに関しては、APセミナー と APリサーチ を同学年で履修することはできないこと、APセミナー は APリサーチ よりも 先に履修すること が定められている。 さらに、これら2コースに加えて別に4つのAPコースを履修する必要がある。

## 米国外での評価
APプログラムは、アメリカの大学だけではなく、ヨーロッパの大学からも評価されている。例えば、アメリカからイギリスやオランダの大学のような3年で卒業できる大学に留学するには、アメリカの大学レベルの一般教養をある程度学んでいることが受験資格となっているため、高校卒業後すぐに進学することは難しい。しかし、APプログラムの3つのコースで 評価:3 以上の成績を収めると、高卒でも受験資格を得られる。つまり、ヨーロッパの大学において、IBディプロマに準ずる評価をAPコースでも得られることになる。